# روجر تاكر
روجر تاكر (بالإنجليزية: Roger Tucker)‏ هو مخرج بريطاني، ولد في 13 مايو 1945 في برستل في المملكة المتحدة.

## وصلات خارجية
- روجر تاكر على موقع IMDb (الإنجليزية)
- روجر تاكر على موقع أول موفي (الإنجليزية)
- روجر تاكر على موقع قاعدة بيانات الفيلم (الإنجليزية)
- روجر تاكر على موقع كينوبويسك (الروسية)